# Liste des commanderies templières en Ligurie
| Cette liste recense les commanderies et maisons ayant appartenu à l’ordre du Temple dans la région de la Ligurie au nord-ouest de l'Italie. |

## Faits marquants et Histoire
Aux XIIe et XIIIe siècles, cette région correspondait aux territoires de la république de Gênes, une des républiques maritimes d'Italie. L'implantation des templiers s'est faite principalement dans les villes côtières et avait pour objectif de fournir des hommes pour les états latins d'Orient. Les commanderies de la région dépendaient du maître de la province d'Italie qui n'administrait en fait que la partie nord de la péninsule italienne, le sud correspondant à la province des Pouilles. Roger de Flor, célèbre pour avoir été le capitaine des Almogavres, avait été templier et certains auteurs le considèrent comme étant originaire de Gênes.

## Commanderies
| Commanderie  | Ville actuelle (ou à proximité) | Observations                                 |
| ------------ | ------------------------------- | -------------------------------------------- |
| Gênes        | Gênes                           | , Domus Templi de Sancta Fide , Sancte Fidei |
| Osiglia      | Osiglia                         | [ 5 ]                                        |
| San Calocero | Albenga                         | ,                                            |
| Vintimille   | Vintimille                      | [ 5 ]                                        |

| localisation en Ligurie (Liens vers les articles correspondants)                        |
| --------------------------------------------------------------------------------------- |
| \| P.A.C.A Piémont L. Émilie-Romagne Toscane Gênes Osiglia -San Calocero -Vintimille \| |
| P.A.C.A Piémont L. Émilie-Romagne Toscane Gênes Osiglia -San Calocero -Vintimille       |